# Hyfaidd ap Bleddri
Hyfaidd ap Bleddri est un roi gallois du IXe siècle. Il règne sur le royaume de Dyfed jusqu'à sa mort, survenue vers 892 ou 893.

## Biographie
Bien qu'il soit décrit dans l'une des triades galloises  comme « un des trois rois issus de paysans »  Hyfaidd revendique le trône comme fils d'une certaine Tangwystyl, une fille de Owain ap Maredudd. Charles-Edwards avance que Hyfaidd est à l'origine de la consolidation 
de la région qui deviendra plus tard le  Deheubarth, en y annexant Ystrad Tywi et peut-être Ceredigion au Dyfed avant sa mort.
En réalité il est surtout connu grâce à l'Histoire du roi Alfred, une biographie du roi anglo-saxon Alfred le Grand rédigée en 893 par Asser, un moine gallois originaire du Dyfed. Asser rapporte notamment que Hyfaidd oppresse la communauté monastique de St David's, allant jusqu'à en chasser l'évêque Nobis. En 886, il est l'un des rois du sud du pays de Galles qui se soumet à Alfred en échange de sa protection contre les visées conquérantes des fils de Rhodri le Grand. Les autres sont Elise ap Tewdwr de Brycheiniog, Hywel ap Rhys de Glywysing, et Brochfael et Ffernfael ap Meurig de Gwent.
Hyfaidd laisse deux fils, Llywarch et Rhodri, qui lui succèdent l'un après l'autre. Rhodri est tué en 903 ou 904 et le Dyfed finit par être annexé par Hywel le Bon, qui fonde le royaume de Deheubarth vers 920.